# Omri Ben Harush
Omri Ben Harush (in ebraico עומרי בן הרוש‎?; Natanya, 7 marzo 1990) è un calciatore israeliano, difensore dell'Ashdod.

## Carriera

### Club
Ben Harush ha iniziato la carriera con la maglia del Maccabi Natanya, per cui ha esordito nella Ligat ha'Al il 13 dicembre 2009, sostituendo Shalev Menashe nella vittoria per 0-3 sul campo del Bnei Sakhnin. Il 30 gennaio 2010 ha realizzato la prima rete nella massima divisione israeliana, nel pareggio per 3-3 in casa dello Hapoel Tel Aviv.
L'11 luglio 2013 Ben Harush lascia il Maccabi Natanya per  trasferirsi al Maccabi Tel Aviv, firma un contratto di tre anni con opzione per un altro.

### Nazionale
Ben Harush è stato convocato nella nazionale israeliana Under-21 dal commissario tecnico Guy Luzon, in vista del campionato europeo di categoria 2013.
Fa l'esordio con la nazionale maggiore nella partita persa contro la Grecia nel settembre 2011.

## Palmarès

### Club

#### Competizioni nazionali
- Campionato israeliano: 2

Maccabi Tel Aviv: 2013-2014, 2014-2015
- Coppa d'Israele: 1

Maccabi Tel Aviv: 2014-2015
- Coppa Toto: 1

Maccabi Tel Aviv: 2014-2015